# D419 (Haut-Rhin)
De D419 is een departementale weg in het Oost-Franse departement Haut-Rhin. De weg loopt van de grens met Territoire de Belfort via Altkirch en Hésingue naar de grens met Zwitserland. In Territoire de Belfort loopt de weg als D419 verder naar Belfort en Parijs. In Zwitserland loopt de weg verder naar Bazel.

## Geschiedenis
Oorspronkelijk was de D419 onderdeel van de N19. In 1973 werd de weg overgedragen aan het departement Haut-Rhin, omdat de weg geen belang meer had voor het doorgaande verkeer. De weg is toen omgenummerd tot D419.